# Костинська сільська рада
Ко́стинська сільська рада (рос. Костинский сельский совет) — сільське поселення у складі Курманаєвського району Оренбурзької області Росії.
Адміністративний центр — село Костино.

## Населення
Населення — 551 особа (2019; 718 в 2010, 909 у 2002).

## Склад
До складу сільської ради входять:
| Населений пункт | Населення, осіб (2002) | Населення, осіб (2010) |
| --------------- | ---------------------- | ---------------------- |
| Івановка, село  | 174                    | 106                    |
| Костино, село   | 735                    | 612                    |